# Municipio de Cando
El municipio de Cando (en inglés: Cando Township) es un municipio ubicado en el condado de Towner en el estado estadounidense de Dakota del Norte. En el año 2010 tenía una población de 81 habitantes y una densidad poblacional de 0,88 personas por km².

## Geografía
El municipio de Cando se encuentra ubicado en las coordenadas 48°30′43″N 99°9′22″O / 48.51194, -99.15611. Según la Oficina del Censo de los Estados Unidos, el municipio tiene una superficie total de 92.02 km², de la cual 90.97 km² corresponden a tierra firme y (1.14%) 1.05 km² es agua.

## Demografía
Según el censo de 2010, había 81 personas residiendo en el municipio de Cando, todas de raza blanca. La densidad de población era de 0,88 hab./km².